# Arisaema somalense
Arisaema somalense är en kallaväxtart som beskrevs av Michael George Gilbert och Simon Joseph Mayo. Arisaema somalense ingår i släktet Arisaema och familjen kallaväxter. Inga underarter finns listade.